# Women's Murder Club
Women's Murder Club è una serie televisiva statunitense andata in onda tra il 2007 ed il 2008 sul canale ABC.
La serie è ambientata a San Francisco, California, e si basa su "Il ciclo delle donne del club omicidi", una serie di romanzi scritti da James Patterson. La serie è stata creata da Elizabeth Craft e Sarah Fain, che hanno assunto anche il ruolo di produttrici esecutive, accanto allo stesso Patterson, Joe Simpson, Brett Ratner e R. Scott Gemmill. L'episodio pilota è stato diretto da Scott Winant.
Prodotta dalla 20th Century Fox Television, Women's Murder Club ha debuttato sulla ABC il 12 ottobre 2007. Il network ha ordinato 13 episodi per la prima stagione, ma, a causa dello sciopero degli sceneggiatori del 2007-2008 che ha interessato il telefilm, la produzione si è fermata a 10. I restanti tre episodi sono andati in onda il 29 aprile del 2008 sempre sulla ABC. In Italia, la serie è stata interamente trasmessa in prima visione su Canale 5 dal 13 al 29 luglio 2010.
Il 12 maggio 2008 il network ha ufficializzato che non ci sarebbe stato un seguito alla prima stagione.

## Trama
Basata sui romanzi best seller di James Patterson, la serie ruota attorno alla vita di quattro donne di San Francisco: la detective della omicidi Lindsay Boxer, l'assistente procuratore distrettuale Jill Bernhardt, il medico legale Claire Washburn e la giornalista Cindy Thomas. Nonostante abbiano vite e personalità ben diverse, sono legate da un forte vincolo di amicizia che le porta a rendersi conto che mettere in comune le loro risorse e le loro competenze nei rispettivi campi durante le indagini, porta a scoprire più facilmente gli indizi per una brillante soluzione dei casi di omicidio. Oltre alla vita lavorativa viene raccontata anche quella personale delle quattro donne, soprattutto quella della detective Boxer alla prese con l'ex marito Tom, con cui si ritroverà suo malgrado a lavorare.

## Episodi
| Stagione       | Episodi | Prima TV originale | Prima TV Italia |
| -------------- | ------- | ------------------ | --------------- |
| Prima stagione | 13      | 2007-2008          | 2010            |

## Personaggi e interpreti

### Protagoniste
- Lindsay Boxer, interpretata da Angie Harmon, doppiata da Laura Boccanera:

È il personaggio principale, come nei romanzi di Patterson. Originaria del Texas, dopo il divorzio dal marito Tom, la detective si dedica anima e corpo per cinque anni ad un caso, che le verrà sottratto e affidato all'FBI. Questo la lascerà spiazzata, in quanto era un modo per superare il dolore dalla separazione, oltre che una questione di giustizia;
- Jill Bernhardt, interpretata da Laura Harris, doppiata da Eleonora De Angelis:

Lavora come assistente procuratore distrettuale presso la City Hall. Ha perso il padre all'età di otto anni ed è dovuta passare tramite affidi familiari. A differenza di Lindsay e delle altre sue amiche, ha difficoltà a stare sulla scena del crimine.
- Claire Washburn, interpretata da Paula Newsome, doppiata da Tiziana Avarista:

Dottoressa presso il Dipartimento di Polizia di San Francisco, ha due figli ed un matrimonio felice, anche se con qualche piccola tensione, dovuta all'incidente subito dal marito.
- Cindy Thomas, interpretata da Aubrey Dollar, doppiata da Domitilla D'Amico:

Membro più giovane del club, è reporter di cronaca nera per la rivista San Francisco Register.

### Altri personaggi
- Warren Jacobi, interpretato da Tyrees Allen, doppiato da Angelo Nicotra:

È il detective partner di Lindsay. Doveva ricoprire il ruolo assegnato a Tom Hogan, tenente, ma non ha dimostrato disappunto, in quanto preferisce il lavoro sul campo, piuttosto che la diplomazia da ufficio.
- Tom Hogan, interpretato da Rob Estes, doppiato da Riccardo Rossi:

Ex marito di Lindsay, diventa il suo capo nel primo episodio.
- Denise Kwon, interpretata da Linda Park:

Procuratore distrettuale e capo di Jill, le rimprovera di essere troppo sensibile ed è anche sua rivale in amore per un suo flirt con Hanson North.
- Luke Bowen, interpretato da Coby Ryan McLaughlin:

Dottore ed ex fidanzato di Jill.
- Hanson North, interpretato da Kyle Secor:

Procuratore che, sebbene si frequenti con Denise, ha un flirt con Jill.
- Ed Washburn, interpretato da Jonathan Adams:

Marito di Claire, è costretto su una sedia a rotelle, poiché colpito da un'arma da fuoco, mentre era in servizio come poliziotto
- Heather Hogan née Donnelly, interpretata da Ever Carradine:

Insegnante ed ecologista, è la nuova moglie di Tom.
- Pete Raynor, interpretato da Joel Gretsch:

Personaggio che intriga Lindsay.

## Messa in onda
La serie televisiva è andata in onda sul canale televisivo E! in Canada, Network 10 in Australia, su TV3 in Nuova Zelanda, su Fox Life e TVI in Portogallo, in Belgio sulla WMC, nei Paesi Bassi su Net5, America Latina su Fox, nelle Filippine su C/S9, in Spagna su Fox, in Sudafrica su MNET Series, in Russia su TV-3, in Slovacchia su TV JOJ, per i militari statunitensi sul canale AFN, in Francia su M6 e in Singapore su MediaCorp Channel 5.